# Детинец
Детинец е архитектурен термин, обозначаващ вътрешната крепост в древноруските градища и тъждествен на по-разпространените кремъл и цитадела. Терминът произлиза от славянската дума за дете.
Детинецът заема обикновено доминиращата точка на ландшафта и е заобиколен от укрепления от дървени стени с една или повече врати. Служи като последна защита на жителите от нападения. Това е най-важната социално-топографска структура на древноруския град и символ на властта на княза-баща. Детинецът съдържа дворци, катедрали или по-малки учреждения, храмове и търговски площи, но не е обитаван единствено от социалния елит. Домакинства на занаятчии и служители също са неразделна част от този град в града.
Най-големият детинец по времето на Киевска Русия се намира в самия град Киев – Володимирското градище с площ от 10 хектара.